# Stalker (film)
Stalker (diakritiskt tecknad ryska: Ста́лкер) är en sovjetisk allegorisk SF-film från 1979 i regi av Andrej Tarkovskij. Filmen är baserad på science fiction-romanen Picknick vid vägkanten från 1972 av bröderna Arkadij och Boris Strugatskij.

## Handling
Stalkern (Aleksandr Kajdanovskij) arbetar som vägvisare och leder en författare (Anatolij Solonitsyn) och en vetenskapsman (Nikolaj Grinko) in i den mystiska Zonen, en plats där många underliga företeelser sker och ett felsteg kan betyda döden. I en bunker i Zonen sägs Rummet finnas, ett rum som sägs uppfylla alla ens innersta önskningar.

## Rollista
- Aleksandr Kajdanovskij – Stalker (Ста́лкер, Stálker)
- Anatolij Solonitsyn – Författaren (Писа́тель, Pisátiel’)
- Alisa Frejndlich – Stalkers fru (жена́ Ста́лкера, zjená Stálkera)
- Nikolaj Grinko – Professorn (Профе́ссор, Proféssor)
- Natasha Abramova – Martýsjka, Stalkers dotter (Марты́шка, дочь Ста́лкера, Martýsjka, dotj’ Stálkera)
- Faime Jurno – Författarens kvinnliga samtalspartner (собесе́дница Писа́теля, sobesédnitsa Pisátielja)
- Evgenij Kostin – Ljúger, kafé-ägaren[1] (Лю́гер, хозя́ин кафе́, Ljúger, choziáin kafé)
- Raimo Rendi – Patrullenade polis (патру́льный полице́йский, patrúl'nyj politsiéjskij)

### Okrediterade
- Sergej Jakovlev – Professorns röst (го́лос Профе́ссора, gólos Proféssora)
- Vladimir Zamansky – Professorns telefonsamtalspartner (телефо́нный собесе́дник Профе́ссора, telefónnyj sobesédnik Proféssora)

## Om filmen
Stalker spelades in på olika platser i Baltikum  i starkt giftiga miljöer bland gamla nedlagda fabriker och vattenkraftverk (Jägala vattenenergiverk och Linnamäe vattenenergiverk). Flera av de medverkande i filmen har senare dött i cancer, bland andra regissören, vilket kan ha påverkats av inspelningen av Stalker. Filmen hade premiär sju år före Tjernobylolyckan, då säkerheten var låg kring radioaktivt förgiftade områden i Sovjetunionen.
Ett utkast av filmens manus omarbetades till en bok kallad Stalker.